# Phygadeuon variolosus
Phygadeuon variolosus är en stekelart som först beskrevs av Heinrich Habermehl 1909.
Phygadeuon variolosus ingår i släktet Phygadeuon och familjen brokparasitsteklar. Inga underarter finns listade i Catalogue of Life.